# Carlos Torres Morales
Carlos Torres (Callao, Perú, 6 de octubre de 1923 - 2 de abril de 2016) fue un futbolista peruano que se desempeñaba como back centro donde destacó en clubes como Atlético Chalaco y de Universitario de Deportes del Perú.

## Trayectoria
Se inició como puntero izquierdo en KDT Nacional, luego pasó a Atlético Chalaco del primer puerto del Perú, siendo uno de sus más importantes ídolos.
En 1947 se le ofreció "18 mil soles" (de allí su apodo) para jugar por Universitario de Deportes, convirtiéndose en pieza importante a fines de los años cuarenta. Tras regresar a Atlético Chalaco se retiró en 1952 a causa de una lesión.
En los años siguientes fue entrenador de Atlético Chalaco y KDT Nacional. Fue también entrenador de Unidad Vecinal N.º 3 durante su paso por la Segunda División ocupando el cargo de jugador-entrenador en los primeros años.

## Selección nacional
Fue parte de la Selección de fútbol de Perú que asistió al Campeonato Sudamericano 1947. Hizo su debut el 9 de diciembre en la derrota por 2-1 ante Chile ingresando por Ernesto Morales.

### Participaciones en Copa América
| Copa América                 | Sede    | Resultado |
| ---------------------------- | ------- | --------- |
| Campeonato Sudamericano 1947 | Ecuador | Quinto    |

## Clubes

### Como jugador
| Club                      | País | Año       |
| ------------------------- | ---- | --------- |
| KDT Nacional              | Perú | 1939-1941 |
| Atlético Chalaco          | Perú | 1943-1947 |
| Universitario de Deportes | Perú | 1948-1949 |
| Atlético Chalaco          | Perú | 1950-1952 |
| Unidad Vecinal N.º 3      | Perú | 1956-1957 |

### Como entrenador
| Club                 | País | Año       |
| -------------------- | ---- | --------- |
| Atlético Chalaco     | Perú | 1950      |
| KDT Nacional         | Perú | 1953-1955 |
| Atlético Chalaco     | Perú | 1956      |
| Unidad Vecinal N.º 3 | Perú | 1956-1959 |
| Unidad Vecinal N.º 3 | Perú | 1962      |

## Palmarés

### Campeonatos nacionales
| Título           | Club             | País | Año  |
| ---------------- | ---------------- | ---- | ---- |
| Primera División | Atlético Chalaco | Perú | 1947 |